# Lophacme
Lophacme là một chi thực vật có hoa trong họ Hòa thảo (Poaceae).

## Loài
Chi Lophacme gồm các loài: